# 1972 en sport
Cet article présente les faits marquants de l'année 1972 en sport.

## Athlétisme
- Lasse Virén, Valeriy Borzov, Renate Stecher, Kipchoge Keino et Frank Shorter se mettent en valeur. Voir Athlétisme aux Jeux olympiques d'été de 1972.

## Automobile
- 10 septembre : en remportant, sur le circuit de Monza, le Grand Prix d'Italie, au volant d'une Lotus-Ford, Emerson Fittipaldi devient champion du monde de Formule 1, alors qu'il reste deux épreuves à disputer avant la fin de la saison.

## Baseball
- Les Athletics d'Oakland remportent les World Series face aux Reds de Cincinnati.
- Paris UC est champion de France face à Saint-Germain-en-Laye.

## Basket-ball
- NBA : les Lakers de Los Angeles sont champion NBA en battant en finales les Knicks de New York manches 4 à 1.
- ASVEL Lyon-Villeurbanne est champion de france.

## Cyclisme
- 17 mars : le Belge Roger De Vlaeminck remporte la 7e édition de la course à étapes italienne Tirreno-Adriatico.
- 1er au 23 juillet : Tour de France. Le Belge Eddy Merckx s'impose devant l'Italien Felice Gimondi et le Français Raymond Poulidor. Merckx réalise ainsi pour la deuxième fois le doublé Tour d'Italie-Tour

- Geneviève Gambillon devient championne du monde sur route.

## Football
- L'Allemagne remporte le Championnat d'Europe de football.
  - Article de fond : Championnat d'Europe de football 1972

## Football américain
- 16 janvier : Super Bowl VI : Cowboys de Dallas 24, Dolphins de Miami 3. Article détaille : Saison NFL 1971.

## Hockey sur glace
- Le Canada remporte la série du siècle contre l'URSS par six victoires à 5.
- Les Bruins de Boston remportent la Coupe Stanley.
- Coupe Magnus : Chamonix champion de France.
- La Chaux-de-Fonds champion de Suisse.
- La Tchécoslovaquie remporte le championnat du monde.
- Création des Oilers d'Edmonton.

## Jeux olympiques
- Jeux olympiques d'été à Munich (Allemagne) dont les compétitions se tiennent entre le 26 août et le 11 septembre.
  - Article de fond: Jeux olympiques d'été de 1972.
- Jeux olympiques d'hiver à Sapporo (Japon) dont les compétitions se tiennent entre le 3 février et le 13 février.
  - Article de fond: Jeux olympiques d'hiver de 1972.

## Rugby à XIII
- 22 mai : à Perpignan, Saint-Estève remporte la Coupe de France face à Villeneuve-sur-Lot 12-5.
- 28 mai : à Toulouse, Carcassonne remporte le Championnat de France face à Saint-Gaudens 21-9.
- 11 novembre : La Grande-Bretagne remporte la Coupe du monde de rugby à XIII.
  - Article de fond : Coupe du monde de rugby à XIII 1972

## Rugby à XV
- Politique oblige (problème irlandais), le Tournoi des Cinq Nations reste inachevé.
- L'AS Béziers est champion de France.

## Ski alpin
- Coupe du monde
  - L'Italien Gustavo Thöni remporte le classement général de la Coupe du monde.
  - L'Autrichienne Annemarie Moser-Pröll remporte le classement général de la Coupe du monde féminine.

## Voile
- Alain Colas remporte l'OSTAR sur le trimaran Pen Duick IV.

## Naissances

### Janvier
- 1er janvier : Lilian Thuram, footballeur français, champion du monde en 1998 et champion d'Europe en 2000.
- 9 janvier : Vincent Riou, skipper français.
- 13 janvier : Vitaly Scherbo, gymnaste belarus.
- 22 janvier : Yves Demaria, pilote moto français.

### Février
- 5 février :  Chris Bailey, joueuse de hockey sur glace américaine. Championne olympique aux Jeux de 1998 à Nagano au Japon et la médaille d'argent lors des Jeux de 2002 à Salt Lake City.
- 9 février : Norbert Rózsa, nageur hongrois.
- 12 février : Owen Nolan joueur de hockey sur glace canadien.
- 15 février : Jaromír Jágr, joueur de hockey sur glace tchèque.
- 17 février : Philippe Candeloro, patineur artistique français.
- 22 février : Michael Chang, joueur de tennis américain.

### Mars
- 4 mars : Yann Bonato, basketteur français.
- 6 mars : Shaquille O'Neal, basketteur américain.
- 17 mars : Mia Hamm, footballeuse américaine.
- 21 mars : Derartu Tulu, athlète éthiopienne.
- 22 mars : 
  - Christophe Revault, footballeur français. († 6 mai 2021).
  - Elvis Stojko, patineur artistique canadien.
- 23 mars :
  - Jonas Björkman, joueur de tennis suédois.
  - Joe Calzaghe, boxeur gallois.
- 24 mars :
  - Christophe Dugarry, footballeur français, champion du monde en 1998 et champion d'Europe en 2000.
- 25 mars : Sébastien Flute, archer français.

### Avril
- 10 avril : Wilhelm von Essen, cavalier suédois de dressage.
- 16 avril : Conchita Martínez, joueuse de tennis espagnole.
- 17 avril : Muttiah Muralitharan, joueur de cricket sri-lankais.
- 19 avril :
  - Rivaldo, joueur de football brésilien.
  - Sonja Nef, skieuse alpine suisse, championne du monde de géant en 2001.

### Mai
- 11 mai : Karima Medjeded, judokate handisport française, championne paralympique en 2004 aux Jeux d'Athènes.
- 12 mai : Damian McDonald, coureur cycliste australien. († 23 mars 2007).
- 13 mai : Stefaan Maene, nageur belge.
- 16 mai : Christian Califano (dit Cali), joueur de rugby à XV international français qui évolue au poste de pilier.
- 23 mai : Rubens Barrichello, pilote automobile brésilien de Formule 1.

### Juin
- 23 juin : Zinédine Zidane, footballeur français, champion du monde en 1998 et champion d'Europe en 2000.

### Juillet
- 3 juillet : Pieter de Villiers, joueur de rugby à XV français d'origine sud-africaine.
- 7 juillet : Manfred Stohl, pilote automobile (rallye) autrichien.
- 20 juillet : Jozef Stümpel, joueur slovaque de hockey sur glace évoluant en LNH.

### Août
- 3 août : Lee Sun-hee, championne de taekwondo sud-coréenne, championne olympique en moins de 67 kg aux Jeux de Sydney en 2000.
- 5 août :
  - Yann Lachuer, footballeur français.
  - Marc Libbra, footballeur français.
- 7 août : Ghislain Lemaire, judoka français. Médaillé mondial en 1997 et 2003.
- 8 août : Axel Merckx, coureur cycliste belge.
- 12 août : Paolo Orlandoni, footballeur italien évoluant au poste de gardien de but.
- 24 août : Jean-Luc Brassard, skieur acrobatique canadien.
- 27 août : Denise Lewis, championne britannique d'heptathlon.
- 30 août : Pavel Nedvěd, footballeur tchèque.

### Septembre
- 8 septembre : Os du Randt, joueur de rugby à XV sud-africain.
- 13 septembre : Olivier Echouafni, footballeur français.
- 18 septembre : Brigitte Becue, nageuse belge, spécialiste de la brasse.

### Octobre
- 2 octobre : Aaron McKie, joueur américain de basket-ball.
- 3 octobre : Michael Nylander, joueur de hockey sur glace suédois.
- 24 octobre : Frédéric Déhu, footballeur français.
- 27 octobre : Maria Mutola, athlète mozambicaine, championne olympique du 800 mètres lors des Jeux de Sydney en 2000.

### Novembre
- 4 novembre : Luís Figo, footballeur portugais.
- 12 novembre : Sargis Hovsepian, footballeur arménien.
- 20 novembre : Corinne Niogret, biathlète française, multiple championne de France, championne olympique par équipe aux Jeux d'Albertville en 1992, championne du monde du 15 km.
- 21 novembre : Unai Etxebarria, coureur cycliste vénézuélien.
- 25 novembre : Stefan Everts, pilote moto belge.
- 29 novembre : Rodrigo Pessoa, cavalier brésilien.

### Décembre
- 2 décembre :  Alan Henderson, joueur américain de basket-ball.
- 7 décembre : Hermann Maier, skieur alpin autrichien, champion olympique de Super-G et de Géant aux  Jeux de Nagano en 1998, champion du monde dans les mêmes disciplines en 1999.
- 9 décembre : Fabrice Santoro, joueur de tennis français.
- 15 décembre : Sete Gibernau, pilote de moto espagnol.
- 17 décembre : Iván Pedroso, athlète cubain.
- 22 décembre :
  - Franck Cammas, skipper (voile) français.
  - Claudia Poll, nageuse costaricienne, championne olympique sur 200 mètres nage libre aux Jeux d'Atlanta en 1996 et championne du monde sur la même distance en 1998.
- 28 décembre : Patrick Rafter, joueur de tennis australien.

## Décès
- 11 avril : Maurice Cottenet, 77 ans, footballeur français, gardien de but de l'équipe de France de 1925 à 1927. (° 11 février 1895).
- 11 juin : Joakim Bonnier, coureur automobile suédois de Formule 1, ayant disputé 104 Grand Prix de 1956 à 1971. (° 31 janvier 1930).
- 21 juillet : Ralph Craig, athlète américain, champion olympique du 100 et du 200 mètres aux Jeux de Stockholm en 1912. (° 21 juin 1889).
- 26 août : Francis Chichester, skipper (voile) britannique
- 24 octobre : Jackie Robinson, joueur de baseball américain.
- 15 décembre : François Bourbotte, footballeur français. (° 24 février 1914).
- 31 décembre : Roberto Clemente, 38 ans, joueur de baseball portoricain ayant évolué dans les ligues majeures de baseball. (° 18 août 1934).